# 市川團蔵 (4代目)
四代目 市川團蔵（よだいめ いちかわ だんぞう、延享2年〈1745年〉 - 文化5年10月9日〈1808年11月26日〉）とは、江戸時代の歌舞伎役者。屋号は三河屋、俳名は二紅。

## 来歴
当初、京都の和泉式部（誠心院）境内の芝居に出ていた人気者の子役だったという。その後宝暦７年（1757年）の頃に、大坂の浜芝居亀谷豊後座に出て亀谷虎蔵と名乗る。宝暦14年(1764年)ごろ、初代中村富十郎の門下となり中村虎蔵と改名。そののち明和5年(1768年)江戸に下り、三代目市川團蔵の門下となって市川友蔵と改名した。
明和9年（1772年）、三代目團蔵の死去後に位牌養子（未亡人の養子）となり三代目市川團三郎を襲名。安永2年(1773年)11月、市村座の顔見世『帰木曽樹毎初物』で四代目市川團蔵を襲名した。その後天明3年(1784年)に大坂の芝居に出て、同6年には明石、四国、伊勢古市などを巡業し、寛政2年(1790年)に大坂、京都、同10年から享和2年(1802年)まで再び江戸で舞台に立ち、帰坂後は上方を中心に活躍する。文化5年9月、大坂小川座で『八陣守護城』の佐藤正清を勤めている最中病気休演となり、10月9日に没す。享年64。
大坂では前名を取った「友蔵団蔵」、江戸では目黒に住んでいたので「目黒の団蔵」、「目黒団蔵」などと称された。当り役は『隅田川続俤』の法界坊、『平家女護島』の俊寛など。体格は小柄だったが、芸は器用で太刀打立回り、宙返り、早替りなどを得意とした。実子に市川團三郎、三代目市川團之助、四代目市川團之助がいる。養子の市川團次郎はのちに五代目團蔵を襲名した。